# Sabine Sachweh
Sabine Sachweh (* 1968 in Herne) ist eine Informatikerin, Professorin für angewandte Softwaretechnik an der Fachhochschule Dortmund und Mitglied der Datenethik-Kommission der deutschen Bundesregierung, wo sie das Thema digitale Teilhabe besetzt. Schwerpunkt ihrer Arbeit sind unter anderem die gesellschaftlichen Aspekte der digitalen Transformation, wozu sie auch interdisziplinäre Projekte initiiert hat. Außerdem forscht sie zu intelligenter Verkehrsflusssteuerung („digitale Straße“) und ist Mitglied der Allianz Smart City der Stadt Dortmund.

## Werdegang
Sachweh absolvierte von 1987 bis 1992 den Diplomstudiengang Informatik mit dem Nebenfach Betriebswirtschaft an der Universität Dortmund. Im Anschluss war sie dort bis 1997 und an der Universität Paderborn als wissenschaftliche Angestellte im Bereich Softwaretechnik am Lehrstuhl von Wilhelm Schäfer tätig. In einem Auslandssemester während ihrer Promotionszeit war sie beim Software Verification Research Center an der University of Queensland beratend tätig. 1999 legte sie in Paderborn ihre Dissertation zu einem kooperativen Softwarekonfigurationsmanagement vor.
In den Folgejahren war sie als Angestellte in privaten Unternehmen beschäftigt, bevor sie aus familiären Gründen als Quereinsteigerin für Mathematik und Programmentwicklung an der Fachschule des Berufskollegs in Castrop-Rauxel unterrichtete.
Im Sommersemester 2006 wurde sie als Professorin für Softwareentwicklung, Methoden und Werkzeuge an den Fachbereich Informatik der Fachhochschule Dortmund berufen. Seitdem baute sie den dualen Studiengang Software- und Systemtechnik auf und leitete verschiedene Drittmittelprojekte, hauptsächlich mit der von ihr geführten Forschungsgruppe SEELAB (Smart Environments Engineering Laboratory) . Für das Projekt QuartiersNETZ  des BMBF war sie 2014 bis 2018 Projektleiterin und Verbund-Koordinatorin. Das Projekt beschäftigte sich mit dem demographischen Wandel im Ruhrgebiet und entwickelte eine Plattform für ein digitales Quartiersnetz. Außerdem baute sie den Forschungsschwerpunkt PIMES – Process Improvement for Mechatronic and Embedded Systems der FH mit auf.
Sachweh ist Gründungs- und Vorstandsmitglied des Instituts für die Digitalisierung von Arbeits- und Lebenswelten (IDiAL), das sich unter anderem mit Logistik und Robotik, Mobilität, Nachhaltigkeit und demografischem Wandel beschäftigt. Seit 2017 ist sie auch dessen erste Sprecherin.
Im Jahr 2018 wurde Sabine Sachweh als Mitglied der neu berufenen Datenethik-Kommission sowie als Mitglied des Fachbeirats für Digitalisierung und Bildung für ältere Menschen des Bundesministeriums für Familie, Senioren, Frauen und Jugend (BMFSFJ) berufen, dessen Ko-Sprecherin sie ist.
Sabine Sachweh ist verheiratet und hat zwei Söhne.

## Publikationen (Auswahl)
- KoKoS: Ein kooperatives Konfigurationsmanagement System. Paderborn 1999 (Dissertation).
- mit Wilhelm Schäfer: Version Management for tightly integrated Software Engineering Environments. Dortmund 2002, urn:nbn:de:101:1-201607132729.

### Herausgeberschaft
- mit Andreas Diepenbrock, Jonas Sorgalla (Hrsg.): Partizipative Technikentwicklung – Methodik und Umsetzungsbeispiele. 2019, ISBN 978-3-9820154-3-9, urn:nbn:de:hbz:dm13-19515.